# Zorzines ochridorsalis
Zorzines ochridorsalis là một loài bướm đêm trong họ Noctuidae.